# Antony House
Antony House ist ein Herrenhaus auf der Halbinsel Rame in der Grafschaft Cornwall in Großbritannien. Das als Kulturdenkmal der Kategorie Grade I klassifizierte Herrenhaus liegt nordöstlich des Dorfes Antony, 3 km nordwestlich von Torpoint und 9 km westlich von Plymouth.

## Geschichte
Antony House war seit 1432 Sitz der Familie Carew. 1711 bis 1721 ließ Sir William Carew, 5. Baronet an Stelle eines älteren Hauses das jetzige barocke Herrenhaus errichten. Der Architekt ist unbekannt, der Entwurf wird James Gibbs zugeschrieben. 1839 wurde der Portikus auf der Hofsteite angebaut, weitere Umbauten wurden bei Restaurierungen nach dem Zweiten Weltkrieg wieder entfernt. 1961 übergab John Carew Pole das Haus und den Garten dem National Trust. Das Haus ist weiterhin Wohnsitz der Familie Pole Carew, Haus und Garten sind jedoch von April bis Oktober von Dienstag bis Donnerstag zu besichtigen.

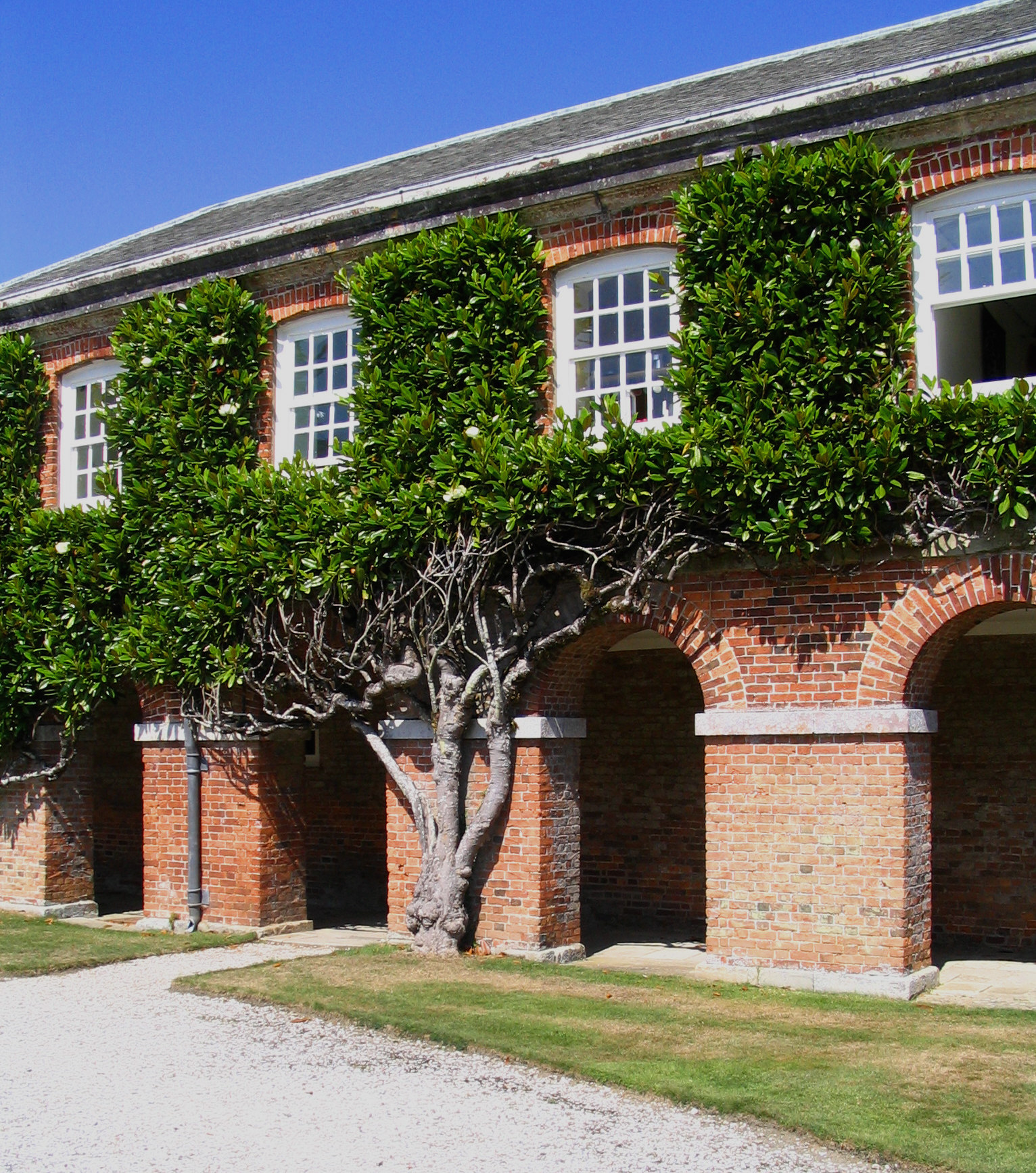
Mit Magnolien bewachsenes Nebengebäude

## Anlage
Das Herrenhaus liegt auf einer Anhöhe auf einer Halbinsel über dem Hamoaze an der Mündung des Lynher River in den Tamar River.
Das Herrenhaus bildet mit zwei aus Ziegeln erbauten Wirtschaftsbauten, mit denen es durch Kolonnaden verbunden ist, einen Ehrenhof. Das rechteckige, zweigeschossige Herrenhaus ist ebenfalls aus Ziegeln erbaut, aber mit Pentewan-Granit verkleidet und besitzt ein Schieferwalmdach.

### Innenausstattung
Die prächtige Innenausstattung stammt noch zu weiten Teilen aus der Erbauungszeit. Die Halle, die Bibliothek und der Salon im Erdgeschoss sind mit niederländischer Eiche getäfelt. Zur Ausstattung gehören Marmorkamine, zahlreiche Gemälde, darunter auch mehrere Porträts von Reynolds, Stickereien und andere Sammlungen der Familie.

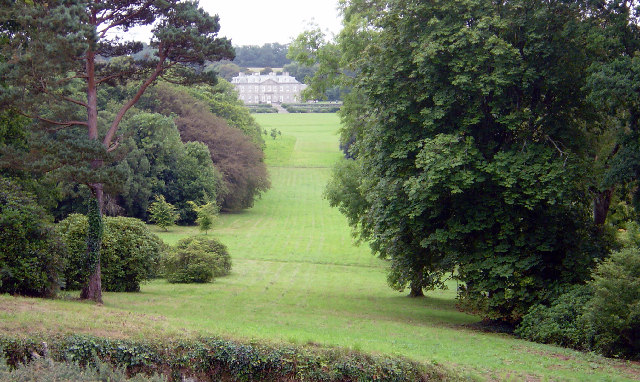
Sichtachse im Park

### Garten und Park
Der mit dem Haus angelegte formale, ummauerte Barockgarten mit geschnittenen Gehölzen und Alleen wurde in den 1790er Jahren nach Plänen von Humphry Repton umgestaltet. Der heute 10 ha umfassende Garten fällt an der Nordseite mit weiten Rasenflächen und von Steineichen gerahmten Sichtachsen zum Lynher River ab.
An der Westseite befindet sich ein formal angelegter Garten mit einem achteckigen Teich, ein von Eibenhecken umrahmter Knotengarten und Blumenrabatten sowie ein breiter, von Eibenzinnen gerahmter Rasenweg. Im Garten befinden sich von General Reginald Carew Pole im 19. Jahrhundert gesammelte Steinskulpturen aus Nordindien sowie eine burmesische Tempelglocke sowie moderne Skulpturen, darunter ein von William Pye gestalteter Bronzebrunnen, der die Form einer 10 m hohen, kegelförmig geschnittenen Eibe aufgreift. Im Garten befinden sich zahlreiche Ziersträucher, exotische Bäume wie eine mächtige Korkeiche an der Südseite und einem Schwarznussbaum an der Nordseite des Herrenhauses sowie eine „National Collection“ von über 600 Tagliliensorten.
Während der Garten dem National Trust gehört, sind die anschließenden, etwa 40 ha großen Antony Woodlands im Eigentum des Carew Pole Garden Trust. Nachdem bereits Reginald Carew Pole dort Rhododendren anlegen ließ, gestaltete sein Sohn John Carew Pole den Wald nach dem Zweiten Weltkrieg in einen Landschaftspark um. Der in einer geschützten Talmulde gelegene Wald aus alten Stiel- und Steineichen sowie Waldkiefern wurde um Japanische Ahornbäume, Himalaja-Birken, Ginkgobäume und Walnussbäume ergänzt. Farbige Akzente setzen Ziersträucher wie Magnolien und Rhododendren sowie über 300 Kameliensorten. Wege führen zu Aussichtspunkten über den Lynher River, zu einem 1789 erbauten, mit Salzwasser aus dem Lynher gespeisten Badehaus und zu modernen Skulpturen, darunter ein von Peter Randall-Page bearbeiteter Fels.

## Antony House im Film
Haus und Garten dienten als Drehort für die Disney-Verfilmung von Alice im Wunderland sowie für die Rosamunde-Pilcher-Verfilmung Im Zweifel für die Liebe (2010).